# Pseudacris ornata
Espèce
Synonymes
- Rana ornata Holbrook, 1836
- Litoria occidentalis Baird & Girard, 1853
- Chorophilus copii Boulenger, 1882
- Hyla weberi Noble, 1923

Statut de conservation UICN

 LC  : Préoccupation mineure
Pseudacris ornata est une espèce d'amphibiens de la famille des Hylidae.

## Répartition
Cette espèce est endémique des États-Unis. Elle se rencontre dans la plaine côtière du Sud-Est, :
- dans l'est de la Caroline du Nord ;
- dans l'est de la Caroline du Sud ;

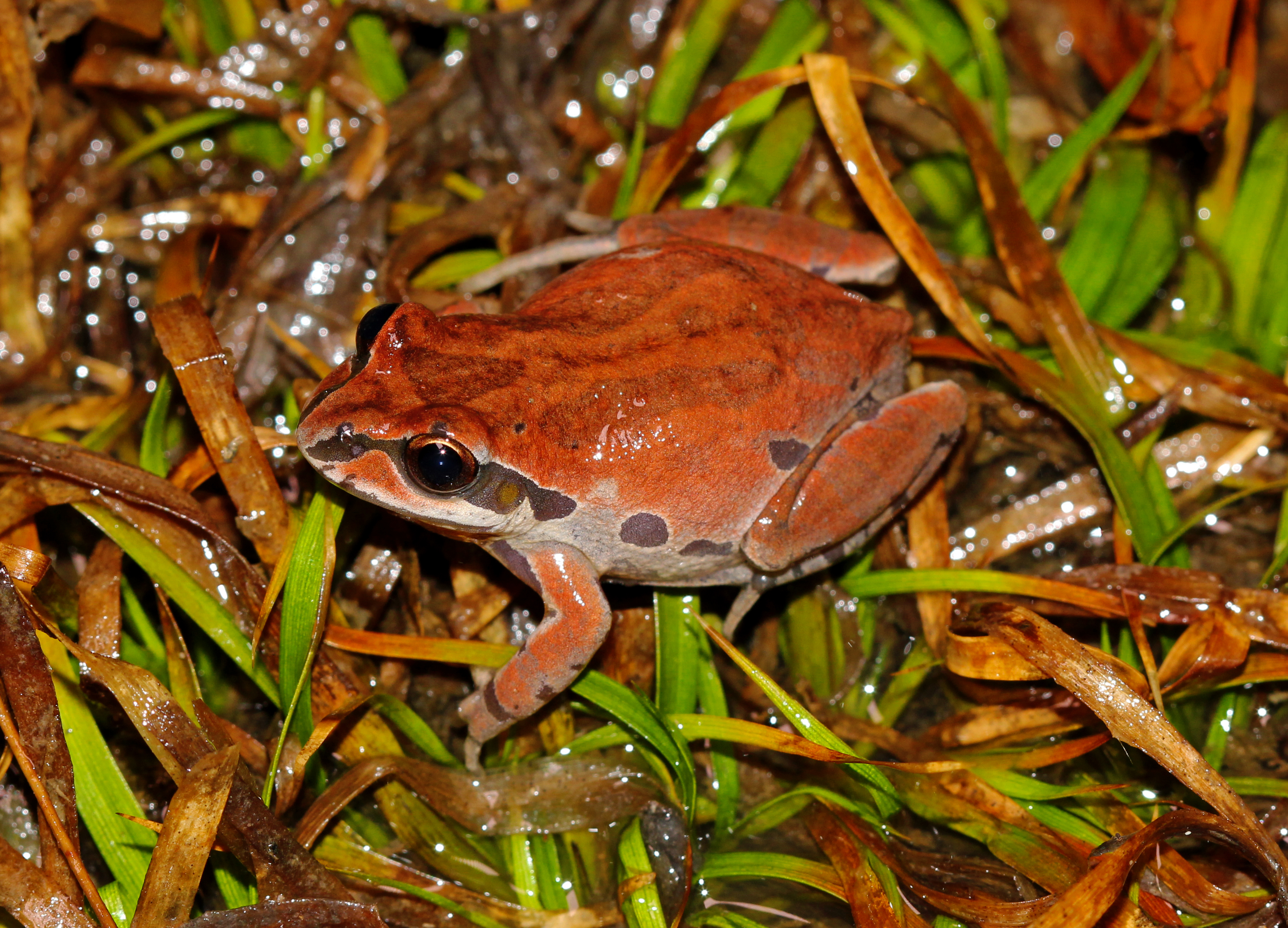
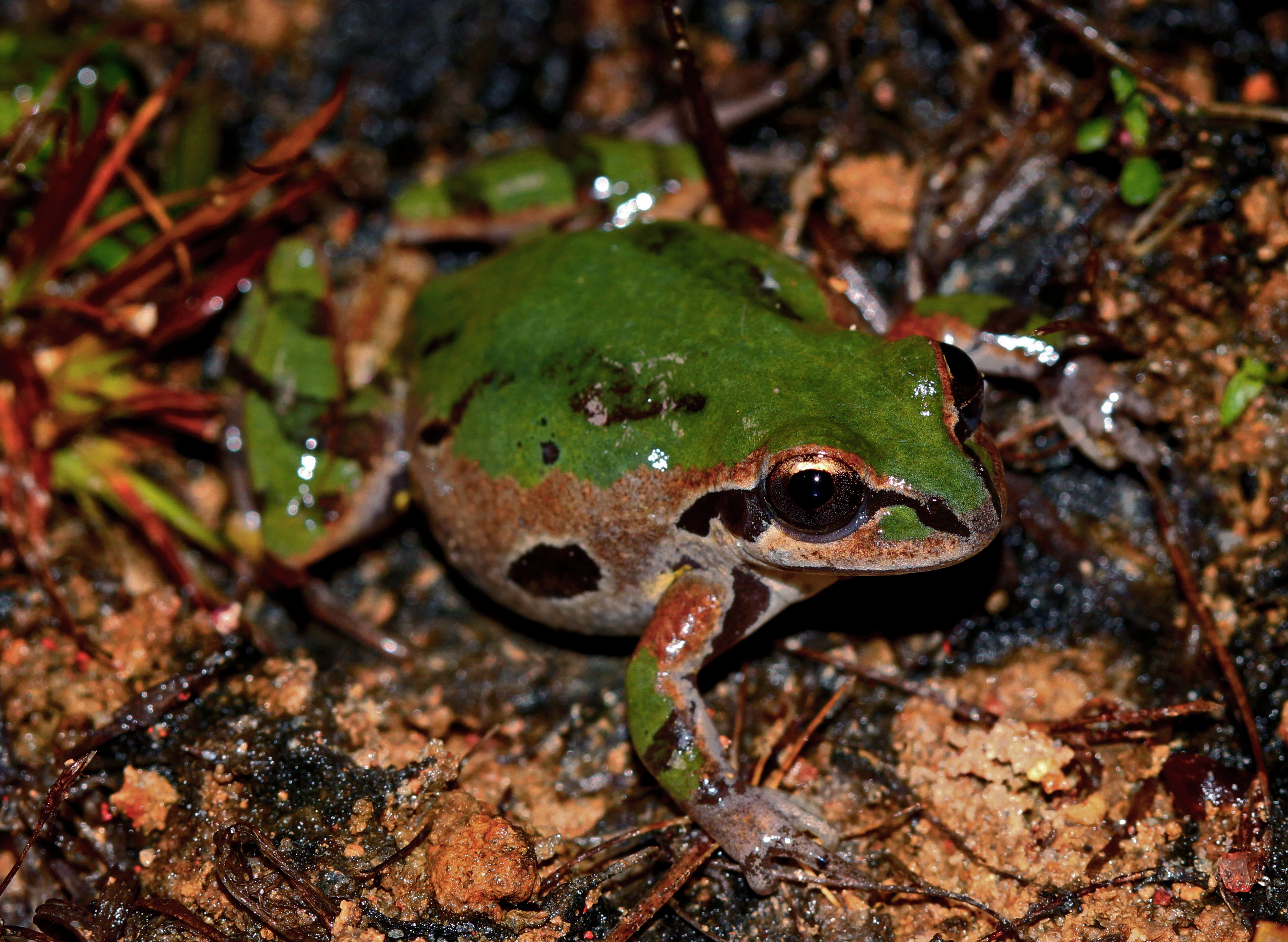

- dans le sud de la Géorgie ;
- dans le nord de la Floride ;
- dans le sud de l'Alabama ;
- dans le sud du Mississippi ;
- dans l'est de la Louisiane.

## Publication originale
- Holbrook, 1836 : North American herpetology, or, A description of the reptiles inhabiting the United States, vol. 1, p. 1-120 (texte intégral).